# Непал на Светском првенству у атлетици на отвореном 2022.
Непал је учествовао на 18. Светском првенству у атлетици на отвореном 2022. одржаном у Јуџину  од 15. до 25. јула петнаести пут. Репрезентацију Непала представљао је 1 атлетичар који се такмичио у маратону. , 
На овом првенству такмичар Непала није освојио ниједну медаљу али је остварио најбољи резултат сезоне.

## Учесници
Мушкарци:
- Кришна Бахадур Баснет — Маратон

## Резултати

### Мушкарци
| Атлетичар             | Дисциплина | Лични рекорд | Квалификације | Квалификације | Полуфинале | Полуфинале | Финале   | Финале       | Детаљи |
| Атлетичар             | Дисциплина | Лични рекорд | Резултат      | Место         | Резултат   | Место      | Резултат | Место        | Детаљи |
| --------------------- | ---------- | ------------ | ------------- | ------------- | ---------- | ---------- | -------- | ------------ | ------ |
| Кришна Бахадур Баснет | Маратон    | 2:21:25      |               |               |            |            | 2:24:19  | 54 / 54 (63) |        |